# Британска фунта
Британска фунта или фунта стерлинг Уједињеног Краљевства (симбол £, међународна ознака GBP, шифра валуте 826), издаје је Банка Енглеске (за Енглеску и Велс), Банка Шкотске (за Шкотску) и Банка Северне Ирске (за Северну Ирску). Такође, постоји неколико валута које су за британску фунту везане паритетом 1:1 у другим деловима Британских острва и Британским прекоморским територијама:
- Фунта Свете Јелене - Света Јелена, Асенсион и Тристан да Куња (укључује острва Света Јелена, Асенсион и Тристан да Куња)
- Фолкландска фунта - Фолкландска Острва, Британска Антарктичка Територија и Јужна Џорџија и Јужна Сендвичка Острва
- Манска фунта
- Гибралтарска фунта
- Гернзијска фунта
- Џерсијска фунта

Инфлација на годишњем нивоу 2010. је износила 4,8%.
Фунта стерлинга је једна од најчешће коришћених валута у свету, заједно с америчким доларом, јапанским јеном, аустралијским доларом и евром. У УК, у настојању да се избегне забуна с мерном јединицом за тежину, односно другим валутама са сличним именом, фунта се формално назива фунта стерлинга или, једноставно стерлинг. Сленг израз quid је такође коришћен као неформални назив за британску фунту. Стерлинг је изворно био назив за сребрни пени, односно 1/240 фунте. У модерно доба фунта је заменила пени као основну новчану јединицу, јер је инфлација постепено смањила вредност валуте. Оно што је некад било сребрни пени данас има куповну моћ једне модерне фунте.
Стерлинг је најстарија светска валута која је још увек у употреби и која је у сталној употреби од свог настанка. То је тренутно четврта валута по којој се највише тргује на девизном тржишту, после америчког долара, евра и јапанског јена. Заједно са те три валуте и ренминбијем, он чини сет валута у којима се израчунава вредност специјалних права вучења ММФ-а. Према подацима са краја 2022. године, стерлинг је такође четврта резервна валута која се највише држи у глобалним резервама.

## Подела
Једна фунта се дели на 100 пенија. Симбол за пени је „p”; зато се износ од 50п често изговара као „педесет пија” уместо „педесет пенија”.
Пре децимализације године 1971, свака фунта је била подељена на 240 пенија — иако се често говорило како је подељена на двадесет шилинга, сваки од којих је вредео 12 пенија. Симбол за шилинг је био „/” или „s” — не од првог слова речи, него од латинске речи . Симбол за пени био је „d”, од латинске речи denarius. (Овај систем се назива и либра - солидус - динар, по латинским називима за новчане јединице, углавном у старијој литератури) Подела фунте на 240 пенија била је корисна јер се фунта могла делити на половине, трећине, четвртине, петине, шестине, осмине, десетине, дванаестине, петнаестине, шеснаестине, двадесетине, двадесетчетвртине, тридесетине, четрдесетине, четрдесетосмине, шездесетине, осамдесетине и стодвадесетине. Децимални систем је мање флексибилан, јер се фунта може делити једино на половине, четвртине, петине, десетине, двадесетпетине и педесетине.
После Децималног дана, вредност једног пенија била је друкчија од претходне вредности. Првих неколико година након 1971, нови тип пенија био је познат као „нови пени”. Новчићи с деноминацијама ½p, 1p, 2p, 5p, 10p и 50p су сви носили ознаку  (или ) све до 1982, када се натпис променио на  итд.

## Платежно средство и регионални проблеми
Закони који се односе на платежно средство су специфично сложени у УК. У Енглеској и Велсу, новчанице издане од Банке Енглеске су законито платежно средство, што значи да морају бити прихваћене приликом исплате потраживања. У Шкотској и Северна Ирска, ниједна новчаница није законито платежно средство, и свака банка која издаје банкноте то чини у облику властитих 'обвезница'. Шкотске и северноирске новчанице су некад одбијене од стране продавница у Енглеској. Шкотске и северноирске новчанице су такође изгледом различите од енглеских новчаница. Кованице у вредности једне фунте се такође разликује изгледом у односу на годину када су издане; међутим, све оне су исковане у Краљевској ковници новца и имају истоветну вредност.
Природа платежног средства је још сложенија у Шкотској — само кованице од Краљевске ковнице новца су законито платежно средство, а чак је и употреба мање вредних кованица ограничена (кованица од пет и десет пенија су, на пример, законито платежно средство једино у износима до пет фунти). С друге стране су кованице од једне и две фунте законито средство плаћања у неограниченим износима. То није увек био случај, јер су током Другог светског рата шкотске новчанице постале платежно средство Закону о обрани валуте из године 1939; тај статус су изгубиле 1. јануара 1946.
Да ствар буде још компликованија, неке новчанице Банке Енглеске су све донедавно биле законито платежно средство у Шкотској и Северној Ирској. Тај статус су имале само новчанице у вредности испод пет фунти, па када је Банка Енглеске године 1985. повукла новчаницу од једне фунте из оптицаја, ни једна новчаница није била покривена овом одредбом.
Све кованице у уобичајеном оптицају су законито платежно средство у УК, исто као и ретко виђене кованице од пет фунти и двадесет пет пенија, тзв. „крунске” кованице. Неколико златних кованица које је издала ковница су још увек законито платежно средство, иако као златне шипке имају далеко већу вредност од номиналне, те се никада не користе у оптицају и уместо тога их скупљају нумизматичари.
Гибралтар и острва Гернзи, Џерзи, Света Јелена, те Фолкландска Острва и Острво Мен, који нису дио Уједињеног Краљевства, такође издају властите новчанице, које су додуше везане уз стерлинг. Ниједна од регионалних валута није платежно средство у Енглеској и другим регијама, али су обично прихваћене од стране великих предузећа и банака. Додуше, некад се наплаћује провизија за промену.
Види : Британске новчанице, Манска фунта, Гернзијска фунта, Џерсијска фунта, Гибралтарска фунта, Фолкландска фунта, Сентхеленска фунта

## Тренутна вредност према осталим валутама
Фунта се сада слободно купује и продаје на берзама широм света па њена вредност флуктуира (расте када је мешетари купују, пада када је продају). Традиционално је била међу највреднијим новчаним јединицама на свету.
Он 17. септембра 2005, £1.00 је вредела 1.81 УС$, 1.47 € и 201 ¥.

## Историја
Као новчана јединица, израз фунта долази од вредности трој фунте (373 грама) високо чистог сребра познатог као стерлинг сребро.
Стерлинг (заједно с основном новчаном јединицом познатом као  Tealby peni, пре него фунта) био је уведен као енглеска валута од стране краља Хенрија II 1158. године, иако је име стерлинг уведено нешто касније. Реч стерлинг долази од старофранцуског esterlin које је постало stiere, староенглеска реч за јак, чврст и непокретан.
Фунта стерлинга, установљена године 1560–61 у време Елизабете I и њених саветника, од којих је најважнији био Сер Томас Грешам, чиме је унет ред након финанцијског хаоса тјудорске Енглеске који се често био називао „Великим кривотворењем” кованица, и који је донео разорну инфлацију у годинама 1543–51. Године 1551, према Фернану Броделу, удео сребра у пенију је пао на једну трећину. Кованице су постале једноставна фидуцијарна валута (слично као и модерне кованице) те је течај у Антверпену где су се енглеске тканине продавале у Европи, био пао. Све кованице у оптицају биле су повучене на ново ковање по бољем стандарду те после исплаћене по смањеном течају.
Фунта стерлинга је очувала свој специфичан статус — којег Браудел назива „фетишом јавног мнијења” — европским валутама, чак и након што је Уједињено Краљевство увело златни стандард и након Првог светског рата, успешно пребродивши финанцијске кризе у години 1621, и 1694–96, када је Џон Лок својим памфлетима бранио фунту стерлинга као „непроменљиву темељну јединицу” и опет у 1774 и 1797. Чак ни насиље и неред грађанског рата није девалвирало вредност фунте стерлинга на европским тржиштима новца. Браудел то приписује фиксној валути која никада није девалвирала кроз векове, енглеском монетарном покрићу, сигурношћу уговора и расту финанцијске надмоћи у 18. веку. Фунта стерлинга била је рачунска јединица Банке Енглеске од њеног оснивања у 1694.